# Дебют слона
Дебю́т слона — дебют, начинающийся ходами: 
 1. e2-e4 e7-e5 
 2. Сf1-c4.
Относится к открытым началам.

## История
Этот дебют встречается ещё в трактате Люсены (XV век). Большой популярностью начало пользовалось в Средние века, его высоко оценивал Ф. Филидор.
Гамбитная система 2. … Kg8-f6 3. d2-d4 e5:d4 4. Kg1-f3 — была разработана выдающимся русским шахматистом XIX века Сергеем Урусовым и впервые применена им в 1853 году. Иногда это начало называют также «гамбитом Кейданского» в честь Германа Кейданского. Принятие жертвы пешки 4. … Kf6:e4 опасно, так как после 5. Фd1-d4 у белых сильная атака. Лучшим вариантом является 4. … d7-d5 5. e4:d5 Cf8-b4+ 6. c2-c3 Фd8-e7+! с примерно равной игрой.

## Варианты

### Классическое продолжение 2. …Сf8-c5
- 3. Фd1-e2 Кb8-c6 4. c2-c3 Кg8-f6 5. f2-f4 — гамбит Лопеса.
- 3. c2-c3 — вариант Филидора.
  - 3. …Кg8-f6 4. d2-d4 e5:d4 5. e4-e5 d7-d5 6. e5:f6 d5:c4 7. Фd1-h5 0-0 — вариант Пратта.
  - 3. …d7-d5 — контргамбит Льюиса.
  - 3. …Фd8-g5 — вариант дель Рио.
- 3. d2-d4 — см. Гамбит Льюиса.
- 3. b2-b4 — гамбит Лабурдонне[1] / гамбит Мак-Доннелла[2][3].
  - 3. …Сc5:b4 4. f2-f4 — см. Двойной гамбит Мак-Доннелла.
    - 4. …e5:f4 5. Кg1-f3 Сb4-e7 6. d2-d4 Сe7-h4+ 7. g2-g3 f4:g3 8. 0-0 g3:h2+ 9. Крg1-h1 — гамбит четырёх пешек.

### Берлинская защита 2. …Кg8-f6
- 3. f2-f4 — см. Гамбит Греко.
- 3. d2-d4 — см. Гамбит Понциани.
  - 3. …e5:d4 4. Кg1-f3 — см. Гамбит Урусова.
    - 4. …d7-d5 5. e4:d5 Cf8-b4+ 6. c2-c3 Фd8-e7+ — вариант Панова.

### Другие продолжения
- 2. …c7-c6 — контратака Филидора.
  - 3. d2-d4 d7-d5 4. e4:d5 c6:d5 5. Сc4-b5+ Сc8-d7 6. Сb5:d7+ Кb8:d7 7. d4:e5 Кd7:e5 Kg1-e2 — вариант Лисицына.
- 2. …f7-f5 — калабрийский контргамбит.
  - 3. d2-d3 — вариант Яниша.